# 福特冰原島峰
85°35′S 131°30′W / 85.583°S 131.500°W
福特冰原島峰（英語：Ford Nunataks）是南極洲的冰原島峰，位於瑪麗伯德地，長約17公里，屬於霍利克山脈中威斯康辛山脈的一部分，美國地質調查局根據測量和該國海軍的空中照片繪入地圖，現時由南極條約體系管理。